# Städtisches Gymnasium Hennef
Das Städtische Gymnasium Hennef ist ein Gymnasium im nordrhein-westfälischen Hennef mit sprachlichem und musikalischem Schwerpunkt.

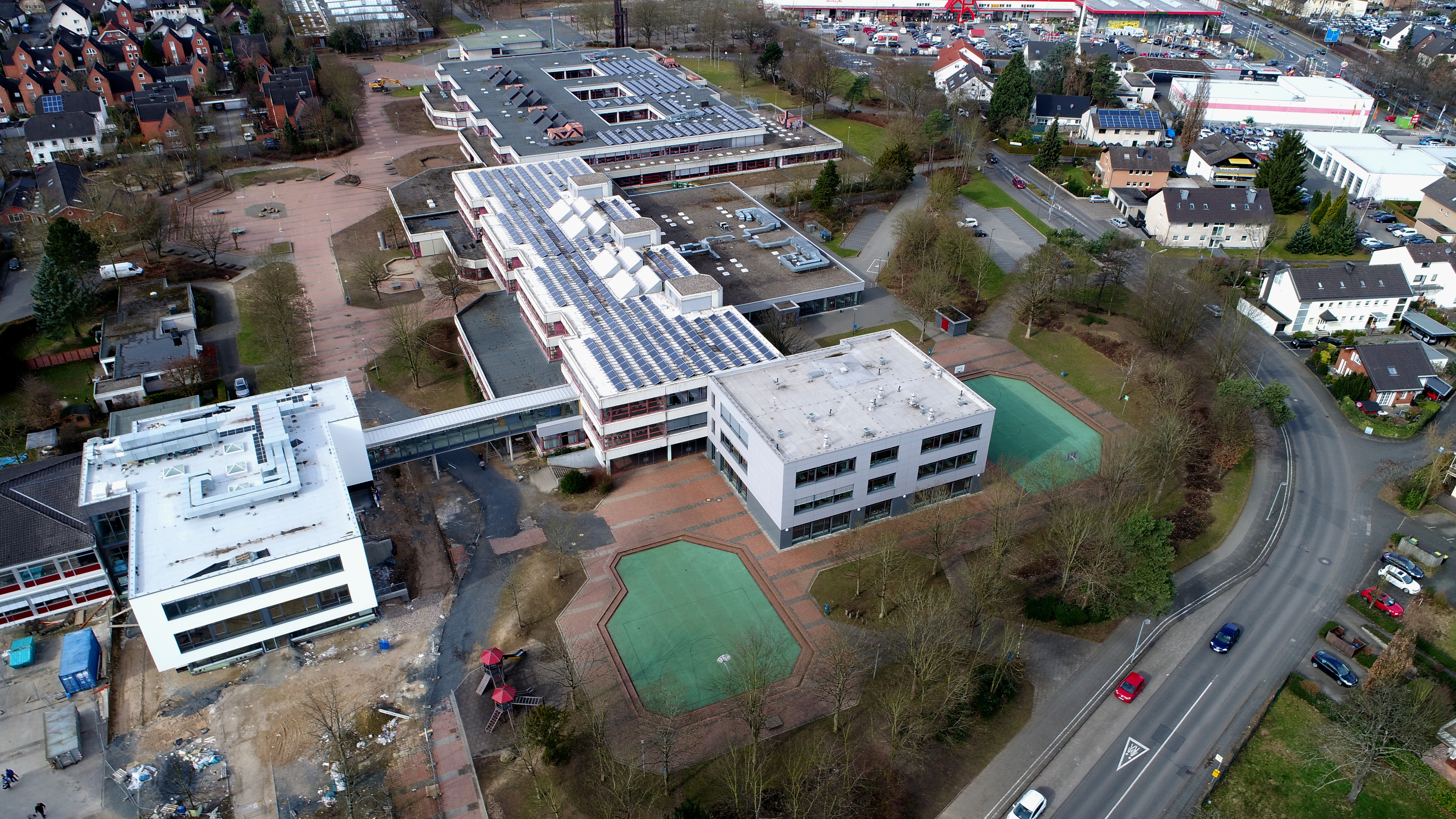
Städtisches Gymnasium, Hennef, Luftaufnahme (2017)

## Geschichte
1969 wurde im Zuge der kommunalen Neuordnung von der Gemeinde Hennef zur Erweiterung eines chancengerechten Bildungsangebots die Einrichtung eines Gymnasiums beschlossen. Am 30. April 1970 genehmigte der Kultusminister die Gründung eines neusprachlich und mathematisch-naturwissenschaftlichen Gymnasiums für Jungen und Mädchen zum Schuljahr 1970/71.
So fand am 7. September 1970 der erste Unterricht im neuen „Gymnasium um Hennef“ statt, in welchem 61 Schüler von dem Schulleiter Herrn K.-J. Jesgars, der ständigen Vertreterin des Schulleiters Frau Dr. M. Ungewitter, zwei weiteren Lehrkräften und den Geistlichen der katholischen bzw. evangelischen Gemeinde unterrichtet wurden. Da zu Beginn des Schuljahres 1971/72 171 neue Schüler angemeldet wurden und somit das Gebäude zu klein wurde, musste die Schule in die Grundschule Gartenstraße umziehen und drei weitere Lehrer einstellen. Im selben Jahr wurde der „Verein der Freunde und Förderer des Gymnasiums Hennef“ gegründet und der Bau des heutigen Schulgebäudes beschlossen.
Im Schuljahr 1972/73 verdoppelte sich die Schülerzahl, sodass sich die Frage nach mehr Personal und zusätzlichen Räumen stellte. Die Grundschule Gartenstraße musste weiter weichen, zudem wurden behelfsmäßig Pavillons aufgestellt. Vier weitere Lehrkräfte wurden eingestellt. Doch trotz weiterer Neueinstellungen bestand weiterhin Lehrermangel. Im selben Jahr wurden die Wahl der zweiten Fremdsprache auf Latein oder Französisch festgelegt. In den folgenden Schuljahren verschlechterte sich die Raumnot und auch der Lehrermangel noch, bis im August des Schuljahres 1976/77 mit 1060 Schülern und 61 Lehrkräften das neue Schulgebäude bezogen werden konnte.
1978/79 erhielten die ersten Absolventen am Hennefer Gymnasium ihr Abitur. 1981/82 hatte das Gymnasium 1614 Schüler und 104 Lehrkräfte. Damit war und ist das Gymnasium Hennef bis heute das größte des Rhein-Sieg-Kreises.
2015 wurde die Schule mit dem Schulentwicklungspreis „Gute gesunde Schule“ ausgezeichnet.
Aktuell werden die 1256 Schüler von 106 Lehrern und 7 Referendaren unterrichtet.

## Bildungsangebot

### Fremdsprachen
Erste Fremdsprache ist Englisch oder Latein ab der 5. Klasse. Die zweite Fremdsprache ab Klasse 6 ist bei der Wahl von Latein Englisch, bei der Wahl von Englisch Französisch. Latein wird als zweite Fremdsprache nicht mehr angeboten. Seit 2005 gibt es die Möglichkeit, eine Musikklasse – die sogenannte Con Brio-Klasse – zu besuchen, in der Französisch als zweite Fremdsprache unterrichtet wird. Einige Jahre wurde auch Russisch unterrichtet, 2014 wurde dies aber durch Spanisch ersetzt.

### Differenzierungsbereich
Ab Klasse 9 können die Schülerinnen und Schüler einen Teil des wöchentlichen Pflichtunterrichtes im Rahmen des schulischen Angebotes frei wählen; dieses Angebot umfasst Französisch, Latein und Griechisch – jeweils als dritte Fremdsprache, außerdem Informatik, Biochemie und das Fach European Global Studies. In diesem Zusammenhang besteht auch die Möglichkeit, einen Schnupperkurs für Ingenieurberufe, die Junior-Ingenieur-Akademie, zu wählen.
Diese Kurse werden mit zwei bis drei Wochenstunden unterrichtet und die hier erbrachten Leistungen sind versetzungsrelevant. Aus diesem Grund ist die jeweilige Kurswahl für zwei Jahre bindend; die dritte Fremdsprache kann im Anschluss an diese zwei Jahre fortgeführt werden, während die anderen Kurse nach den zwei Jahren abgeschlossen sind.

### Musik
Seit dem Schuljahr 2005/06 gibt es an der Schule die Musikklasse „Con Brio“, in welcher in der 5. und 6. Klasse ein Klassenorchester gebildet wird.
Außerdem gibt es einen Chor und ein Orchester, die jedes Jahr zusammen mit der Con Brio-Klasse und verschiedenen Bands ein Konzert veranstalten.

### Nachmittagsbetreuung
Für Schüler der Klassen 5 bis 7 besteht an den fünf Wochentagen die Möglichkeit zur Teilnahme an Übermittags- und Hausaufgabenbetreuung in der Zeit von 13.30 bis 16.30 Uhr.

### Selbstlernzentren
Sowohl für jüngere wie auch für ältere Schüler bieten zwei Selbstlernzentren die Möglichkeit zum schulischen Arbeiten:
- die Lernwerkstatt im Glaskasten für die Jahrgänge 5 bis 8 mit Computer mit Internetzugang und einer Auswahl an anschaulicher Fachliteratur sowie einer kleinen Bibliothek
- für die Jahrgänge 9 bis 13 die Oberstufenbibliothek mit über 12.000 Sach- und Fachbüchern und deutsch- und fremdsprachigen Zeitschriften sowie Computer mit Internetzugang und aktuelle DVDs und Videos.

## Zusätzliche Angebote

### Projekte zur Förderung der sozialen Kompetenz
- Schüler helfen Schülern

Diese Arbeitsgemeinschaft soll die soziale Kompetenz der Schüler durch die Übernahme von Patenschaften fördern; so übernehmen ältere Schüler zweijährige Patenschaften für neue Schüler in der fünften und später sechsten Klasse, um ihnen den Einstieg an der Schule zu erleichtern und um sie unterstützend zu begleiten.
- Streitschlichtung

Das Modell Streitschlichtung soll Schülern und Schülerinnen der unteren Klassenstufen bei Problemen untereinander helfen. Sie werden dabei von älteren, speziell dafür geschulten Schülern und Schülerinnen unterstützt.

### Hilfe bei Problemen
Neben Paten, Streitschlichtern, Klassenlehrern und sonstigen Ansprechpartnern bieten speziell ausgebildete Beratungslehrer Schülern und Eltern ihre Hilfe bei schulischen und privaten Problemen an.

### Sucht-Prophylaxe
Um auf die Gefahren des Drogenkonsums hinzuweisen, werden Sucht-Prophylaxe-Projekte wie die Peer-Education und Be Smart – Don’t Start! in den Klassenverbänden durchgeführt.

### Arbeitsgemeinschaften
Die Schule bietet für Schüler und Eltern verschiedene Arbeitsgemeinschaften an, zum Beispiel zu den Themen Musik, Fremdsprachen, Soziales oder Theater.

## Aufführungen
2006 wurde das Musical Kunst oder Kohle, geschrieben von den Lehrern Stephan Busch und Wolf B. Reuter, mit großem Erfolg aufgeführt, dessen Handlung an die Oper Der Schauspieldirektor angelehnt war. Weitere Musicalprojekte folgten. Daneben gibt es regelmäßig Schülerkonzerte. 2018 wurde das Erstlingsstück von Lea-Lina Oppermann, der Roman „Was wir dachten, was wir taten“ ebenfalls mit großem Interesse der Öffentlichkeit uraufgeführt.

## Schüleraustausch
Neben Klassen- und Studienfahrten bietet das Gymnasium einen regelmäßigen Schüleraustausch mit Schulen in Toulouse und Le Pecq (beide Frankreich).
Das Programm „Schüler für Europa“ für die Jahrgangsstufe 11 bietet eine zusätzliche Möglichkeit für einen Austausch für mindestens drei Monate in einem europäischen Land.
Das Gymnasium unterstützt die Schüler der Partnerschule Lucy Memorial School in Nigeria.

## Ehemalige Schülerinnen
- Eva Christiansen,[2] Medienberaterin, Abitur 1989
- Julia Schramm, Autorin, Abitur 2005